# Joseph Trimpont
Joseph Theodore Trimpont (ur. 24 września 1918 w Brukseli) – belgijski zapaśnik walczący w stylu wolnym. Dwukrotny olimpijczyk. Zajął czwarte miejsce w Londynie 1948 i dziewiętnaste w Helsinkach 1952. Startował w kategorii do 57 kg.
Zajął piąte miejsce na mistrzostwach świata w 1951 roku.

## Letnie Igrzyska Olimpijskie 1948
| Konkurencja      | Rundy eliminacyjne       | Rundy eliminacyjne | Rundy eliminacyjne     | Rundy eliminacyjne | Rundy eliminacyjne    | Klas. końcowa |
| Konkurencja      | Przeciwnik I             | Przeciwnik II      | Przeciwnik III         | Przeciwnik IV      | Przeciwnik V          | Miejsce       |
| ---------------- | ------------------------ | ------------------ | ---------------------- | ------------------ | --------------------- | ------------- |
| 57 kg styl wolny | Fabio Santamaría (CUB) Z | wolny los Z        | Han Sang-ryong (KOR) Z | Nasuh Akar (TUR) P | Gerald Leeman (USA) P | 4.            |

## Letnie Igrzyska Olimpijskie 1952
| Konkurencja      | Rundy eliminacyjne     | Klas. końcowa |
| Konkurencja      | Przeciwnik I           | Miejsce       |
| ---------------- | ---------------------- | ------------- |
| 57 kg styl wolny | Eigil Johansen (DEN) P | 19.           |